# Profilaktičke dekompresione tablice
Profilaktičke dekompresione tablice su specijalno sačinjene tabele koje se koriste u ronjenju na velikim dubinama. Njima se reguliše dinamika izrona, dubina i vreme zadržavanja na dekompresionim zastancima i sprovodi profilaksa dekompresione bolesti. Bez obzira na to koje ronilačke tablice koriste, ronioci moraju biti svesni rizika da uvek postoji rizik od dobijanja dekompresione bolesti svaki put kada započnu izron. Zato su najbolje one tablice s kojima je ronilac najbolje upoznat. Pozitivno iskustvo sa nekim od režima date tablice ne garantuje sigurnost tablice u svim režimima i svim uslovima ronjenja. Ronilac treba stalno da procenjuje rizike i da shodno tome izabere više ili manje konzervativan režim preventivne dekompresije. Režim sme biti samo stroži od datog u tablicama i ni po koju cenu ne sme se skraćivati.

## Istorija
- Teoriju postepenog izrona u cilju sprečavanja nastanka dekompresione bolesti prvi je razradio britanski fiziolog Džon Skot Haldan.
- {{cite book|author=Nakon niza eksperimenata na životinjama i ljudima 1908. godine osmišljene su prve profilaktičke dekompresione tablice.[2]
- 1915 - Koristeći metode Haldane, američka mornarica izradila je dekompresione tablice.
- 1937 - Američka mornarica revidirala je dekompresione tablice.
- 1957 - Američka mornarica ponovo je revidirala dekompresione tablice.
- U kasnim 1960-ih , ranim 70-ih - dr Merrill Spencer koristeći Doplerov efekat dokazao je učinak mehurića azota i dokazo za smanjenje limita bez dekompresije (NDL) u US Navy dekompresijske tablice.
- Kasnih 1970 - ih - Jeppesen je revidirao dekompresione tablice američke mornarice, smanjujući ograničenje bez dekompresije.
- 1985. - Američka mornarica razvila je nove tablice dekompresije zasnovane na statističkim podacima.
- Krajem osamdesetih Albert Bullmann razvio je algoritme i stvara švajcarske dekompresione tablice, a potom su to učinili i Bullmann i Hann - nemačke dekompresione tablice.
- 1988. - BSAC razvija vlastite dekompresioone tablice.
- 1990 - Izrađen je niza novih dekompresijskih modela - model DCIEM (Civil Institute of Medicine of Canada); Model razvijen od strane Tiny Bubble grupe na Unverzitetu Hawaii; model RGBM, koji je razvio dr. Bruce Winke.
- 2005—2006. - Nacionalni Dive liga (Rusija) razvila je vlastite dekompresione tablice.

## Kako nastaje dekompresiona bolest
Rastvaranje gasova u organizmu nema uticaja na disanje pri normalnom atmfosferskom pritisku, ali je veoma bitno za ronioce i kesonske radnike koji udišu gasove pod povišenim pritiskom. Ovo se posebno odnosi na period izrona kod ronilaca i kesonskih radnika, kao i na naglu dekompresiju kabine aviona na velikim visinama. Tada je pritisak u plućima manji nego što je bio kod zarona (zbog smanjenja dubine, smanjuje se i pritisak okoline) i manji je od pritiska u hermetizovanoj kabini aviona. Rastvoreni gasovi teže da se izdvoje iz tkiva (u čemu azot prednjači), a ako ne mogu da se izdvoje dovoljno brzo zbog uspona na visinu, oni formiraju mehuriće, što može dovesti do brojnih simptoma poznatih kao dekompresiona bolest. 
Ako su propusti u dekompresiji veći, bolest se javlja brže i po pravilu znaci bolesti su teži, a ako se simptomi javljaju kasnije obično se radi o lakšem obliku dekompresione bolesti.

## Namena
Sva ronjenja koja se vrše na dubinama do 12 metara ne zahtevaju vršenje dekompresionih zastanaka. Isto tako, i dublja ronjenja na dubinama do 40 metara, ali vremenski ograničena ne zahtevaju sprovođenje profilaktičke dekompresije. Međutim sva ronjenje dužeg vremenskog trajanja i na većim dubinama zahteva obavezno primenu krivulja sigurnosti (no-deco režim) ili grafički prikaz koji nam pokazuje koliko se vremena može roniti na određenim dubinama, a da se može izroniti bez zadržavanja na dekompresionim zastancima. Na osnovu ovoga, da bi se sprečio nastanak dekompresione povrede u skuba ronjenju sprovodi se profilaktička dekompresija koja se sastoji u postepenom i kontrolisanom izronu, kroz planiranu dinamiku izrona, dubina i vreme zadržavanja — zastanaka na određenim dekompresionim dubinama primenom krivulje sigurnosti određene uz pomoć dekompresionih tablica.

## Mere opreza pri korišćenju tablica
Iako su dekompresione tablice nastale na osnovu iskustava i matematičkih dekompresionih modela zasnivanih na teoretskoj količini azota u telu pre, za vreme i nakon ronjenja, one su u osnovi i u većini izrona prihvatljive, ali se ne mogu sa prihvatiti sa 100% sigurnošću, jer pri izronu moraju da se uzmu u obzir individualne fiziološke razlike koje imaju pojedinci u pogledu osetljivosti na dekompresionu bolest. Zbog toga se prilikom primene profilaktičkih dekompresionih tablica treba individualno pridržavati unutar ili znatno u okviru granica koje predvđaju dekompresione tablice. Ovo posebno važi ako postoje neke od sledećih otežavajuće okolnosti u ronjenju: 
- hladna voda,
- gojaznost,
- težak fizički rad,
- sukcesivni uron i sl.[1]

## Vrste tablica
U praksi se najčešće koriste dekompresione tablice Američke ratne mornarice (US Diving Manual) i tablice Buhllmann-Hann koje su najčešće u osnovi softveri ronilačkih kompjutera. 
Tablice Američke ratne mornarice
Tablice US Diving Manual US Navy danas se najviše koriste jer su veoma kompletne i proverene u dugogodišnjoj praksi. Međutim postoji i jedan problem za tablice Američke ratne mornarice jer su veoma liberalne u ronjenju, pa kao takve nisu pogodne za sportske ronioce. Kako su ove testirane na mladom i zdravom populacijom muškog pola one ne odgovaraju sasim strukturi rekreacionih ronilaca. 
Tablice u sportskom ronjenju
U sportskom ronjenju zbog određenih nedostataka US Diving Manual sve više se koriste tablice prilagođene rekreativcima koje predviđaju strožije režime (PADI standardne tablice; NAUI tablice; NO-Bubble tablice; Francuske MN 90 tablice). 
U svakom slučaju zabranjeno je u toku ronjenja kombinovati dekompresione tablice, zaron koji je započeo sa jednom vrstom profilaktičke dekompresione tablice mora se završiti po režimu koji predviđa ta tablica. 
Bez obzira što se danas skoro u svakom ronjenjenju koristi ronilački kompjuter upotrebom tablica postiže se veći stepen sigurnosti. Planiranjem ronjenja preko tablica ronilac stiče predstavu o tome šta kompjuter zaista radi pod vodom i orijentaciono koliko se može dugo ostati pod vodom. Sa druge strane kompjuter je elektronski uređaj koji uvek može zakazati tako da su tablice koje se nose sa sobom u toku ronjenja velika podrška roniocu, u slučaju otkaza sofisticirane opreme.

### Sadržaj tablica
Dekompresione tablice obavezno treba da sadrže sledeće kolone:
Dubina ronjenja u metrima
Koja označava maksimalno postignutu dubinu bez obzira koliko se ронилац zadržaо na pomenutoj dubini 
Boravak na dnu u minutima
Оznačava vreme od početka zarona, postizanja maksimalne dubine do početka aktivnog izrona.
Dekompresioni zastanci
Zastanci su zapravo stepenasta dekompresija koja se vrši na po tri metra od površine sa vremenima zastanka izraženo u minutima.
Dekompresione tablice mogu da imaju kolone
One označavaju: vreme potrebno na dolazak do prvog zastanka, ukupno vreme izrona, oznake grupe ponavljanja za sukcesivna ronjenja, vreme zabrane letenja
avionom i sl.

### Principi upotrebe tablica
Principi upotrebe profilaktičkih dekompresionih tablica u određenim situacijama:
- Ako u tablicama nema tačne dubine na kojoj je ronjeno onda se kao osnova za dekompresiju uzima najbliža veća dubina.
- Ako u tablicama nema tačnog vremena provedenog na dnu onda se kao osnova uzima najbliže duže vreme.
- Brzina izrona do prvog zastanka i između zastanaka treba da bude u skladu sa dozvoljenom brzinom u tablicama, a preporučuje se do 10 metara u minuti.
- Ako u koloni „dekompresioni zastanci“ nije navedeno vreme zadržavanja to znači da se ronjenjenjeobavlja u „granicama krivulje sigurnosti“.
- Prilikom ronjenja u otežanim uslovima dekompresija se obavlja prema prvom sledećem strožijem režimu (prema većoj dubini).

Profilaktičke dekompresione tablice ronilac nosi sa sobom prilikom zarona (ako su plastificirane) ili se režim planirane dekompresije zapisuje prilikom planiranja ronjenja. (najčešće na gornjoj površini šake).

## Otstupanja od primene standardnih tablica
Kako cilju ubrzavanja izrona i sprovođenja procesa dekompresije u kontrolisanim uslovima može deo dekompresije izvršiti u vodi, a drugi deo na suvom u rekompresionim komorama npr. kod profilaktičke dekompresijena velikim podvodnim gradilištima gde nije racionalno angažovanje osoblja i opreme za klasičnu dekompresiju u vodi. 
Isto tako loši meteomaritarni uslovi mogu onemogućiti dekompresiju u vodi uz primenu standardnih tablica, može se obaviti kombinovana dekompresija prema posebnim profilaktičkim dekompresionim tablicama koje predviđaju upotrebu vazduha ili kiseonika. 

## Terapijske rekompresione tablice
Za razliku od profilaktičkih dekompresionih tablica po sličnom principima sastavljene su za lečenje dekompresione bolesti i barotraumske gasne embolije terapijske rekompresione tablice u sklopu metoda terapijske rekompresije.
Oboleli ronilac od dekompresione bolesti odmah se stavlja ponovo pod pritisak (rekompresija), zadržava određeno vreme na maksimalnom pritisku i nakon toga se vrši postepeno smanjivanje pritiska (dekompresija). Režimi rekompresije i dekompresije prilikom lečenja regulisani su terapijskim rekompresionim tablicama.
U ronilačkoj praksi najčešće se koristi standardni terapijski rekompresioni režim ratne mornarice SAD ali koje će se tablice primenjivati u načelu zavisi od simptoma bolesti i da li se terapeut opredelio za lečenje kiseonikom ili vazduhom. 
U specifičnim situacijama lečenje od dekompresione bolesti može se vršiti reimerzijom (povratkom u more) obolelog ronioca. To je opravdan metod ukoliko u blizini nema rekompresione komore i ako postoje uslovi za takav vid lečenja. Dinamiku lečenja regulišu terapijske dekompresione tablice za reimerziju sa kiseonikom ili vazduhom.

## Literatura
- Workman, Robert D. Calculation of Decompression Schedules for Nitrogen-Oxygen and Helium-Oxygen Dives " Research Report 6-65, U.S. Navy Experimental Diving Unit, Washington, D.C. (26 May 1965).
- Schreiner, H.R., and Kelley, P.L (1971). A Pragmatic View of Decompression. Underwater Physiology: Proceedings of the Fourth Symposium on Underwater Physiology, edited by C.J. Lambertsen. Academic Press, New York. стр. 205—219.

|  | Molimo Vas, obratite pažnju na važno upozorenje u vezi sa temama iz oblasti medicine (zdravlja). |